# 레드캐슬에이앤비
(주)레드캐슬에이앤비(영어: RED CASTLE A&B)는 1998년도 대한민국 서울에 설립된 음악제작 . 유통. 인터내셔널 라이센스를 하는 음반사이며 또한, 음악출판사로서 지적재산권 권리 클리어런스(right clearence)전문 업체이다.
산하 레드캐슬뮤직의 레이블로 2001년 쿨데삭, 투모로우, 인플라워, 보따리 등 4팀의 락밴드 곡들이 수록된 4인 4색 앨범을 발매하였다.
락밴드 the Glam, 민치영, 어쿠스틱퍼퓸, 인플라워, 골드러시, 에어백, 스프링 보이스, 이지사운드 프로젝트 등의 음반들을 제작하였다. 또한 김광석-가객, 김현식-1집, B612-1집/2집, 휘버스(fevers), 박정운 2집/3집, 유지연, 제로지 2집, 지다연, 아시아나, 김도균 1집, 디오니소스 1집/2집, 스트레인져, 아마게돈, 클럽 등의 마스터권 소유자이다.

## 소속 아티스트
- 어쿠스틱 퍼퓸
- 스프링보이스
- 이지사운드 프로젝트

## 보유음원
- 김광석(가객)
- 김현식 1집
- 박정운 2집,3집
- 열기들
- 지다연
- 유지연
- B612 1집, 2집
- 아시아나
- 김도균 1집
- 디오니소스 1집, 2집
- 스트레인져
- 아마게돈
- 클럽
- 제로지 2집
- 더글램 1집, 2집
- 어쿠스틱퍼퓸 1집, II-1
- 민치영 Shining Star
- 인플라워 1집
- 골드러시 싱글
- 에어백 Old & New
- 스프링보이스
- 이지사운드 프로젝트